# Morelos
Morelos je ena od 31 zveznih držav v južno-osrednji Mehiki. Razdeljena je na 33 okrožij, njeno glavno mesto je Cuernavaca.

## Zgodovina
Ime je dobila po Morelosu y Pavonu, mehiškemu junaku v boju proti španski nadvladi. Uporniki pod vodstvom Zapate in kasneje režim Carranze sta v začetku 20. stoletja skoraj povsem ohromila agrarno produkcijo in uničila industrijo sladkorja, ki pa je bila kasneje obnovljena.

## Geografija
Površina zvezne države je 4.893 km2, s čimer zavzema 0,25% ozemlja Mehike. Je druga najmanjša zvezna država, manjša je le še Tlaxcala. Pokrajina je gorata, s širokimi dolinami, ki se odpirajo proti jugu, in pretežno poljedelska.